# Império do Divino Espírito Santo de Santa Bárbara
O Império do Divino Espírito Santo de Santa Bárbara  é um Império do Espírito Santo português que se localiza no lugar de Santa Bárbara, concelho das Lajes do Pico, ilha do Pico, arquipélago dos Açores.